# Kabaena
Kabaena è un'isola ubicata nel Mar di Flores, Indonesia, al largo della costa sudorientale di Sulawesi.
Ha una superficie di 873 km². Dal punto di vista amministrativo fa parte della provincia del Sulawesi Sudorientale.

## Flora
L'isola ospita una delle tre sole stazioni note di Cycas falcata (le altre due si trovano sull'isola di Sulawesi).

## Fauna
Sull'isola sono presenti popolazioni dei chirotteri Dobsonia crenulata e Rousettus celebensis.